# غاريت غراف
غاريت غراف (بالإنجليزية: Garrett Graff)‏ هو صحفي أمريكي، ولد في 1981.